# マリア・ガエターナ・アニェージ
マリア・ガエターナ・アニェージ（Maria Gaetana Agnesi、1718年5月16日 - 1799年1月9日）はイタリアの女性の数学者、哲学者。
微分・積分の教科書を初めて著し、ボローニャ大学教授となったことで知られ、ラウラ・バッシに次いで大学教授となった史上2人目の女性である。妹には音楽家として有名になったマリア・テレーザ・アニェージがいる。

## 来歴
ミラノ生まれ。父ピエトロ・アニェージはミラノの裕福な絹商人で、自らは低い出自のため一族を名門とすべく子供たちに英才教育を施した。また、豪勢な屋敷で地元の上流人士のための宴を頻繁に開いた。サロンで人気を集めたのが10歳にもならない二人の娘、マリア・ガエターナとマリア・テレーザだった。18世紀、賓客の前で子どもたちに何かを演じさせるのは定番のもてなしだった。マリア・テレーザはハープシコードで自作の曲を演奏し、マリア・ガエターナは諸国の言葉の詩や小話をラテン語に訳して暗唱した。
1727年、9歳のとき父のサロンで女性の学ぶ権利を擁護するラテン語の演説をした。この演説は、『哲学の命題』（Propositiones Philosophicae、1738）に収められている。13歳までにフランス語、ドイツ語、スペイン語、ラテン語、ギリシア語、ヘブライ語に通じ、数学の能力も発揮した。
20歳になる頃には、父を喜ばせるために社交界に出ることを拒むようになり、女子修道院入りを希望したが、父に反対された。客の前で余興をしなくてもよいという条件で家にとどまることに同意した。母親が亡くなると、世帯の管理と弟妹たちの教育や世話を引き受けた。父親の二度の再婚により20人もの弟妹の世話をしながら学問に励み、自然哲学や数学を独習した。
1738年に父の手配によりそれまでの論説を収めた『哲学の命題』を出版した。

## 数学への貢献

### 解析教程
1748年に『解析教程』（Istituzioni analitiche）を出版した。二巻からなる数学概説書で、第一巻は有限数を、第二巻は無限計算（微積分）を扱っている。現代数学の幅広い分野を系統的に説明した初めての書物とされ、有限量の解析、円錐曲線、曲線の最大値と最小値、三角関数、無限小解析、微積分方程式などが論じられた。
『解析教程』は学術界に熱狂的に受け入れられた。フランスの科学アカデミーは、同書の内容を検討するため、一流数学者による特別委員会を設置した。フランスの科学アカデミーからの称賛を伝える手紙が残っているが、マリア・ガエータがフランスの科学アカデミーに入ることは認められなかった。
『解析教程』は数々の言語に翻訳された。当時は最も優れた教科書として18世紀中にフランス語訳と英語訳が出ている。
この教本は、当時の絶大な権力者マリア・テレジアに捧げられた。マリア・テレジアは、この献辞に応えて高価なダイヤモンドをケースに収めて贈った。

### アニェージの曲線
彼女は1748年、アニェージの曲線と呼ばれる曲線を論じている。これは英語圏では「アニェージの魔女」（Witch of Agnesi）とも呼ばれる。その由来はやや複雑な事情によるもので、ある種の誤訳とも言える。
具体的な経緯は以下のようなものである。この曲線が最初に扱われたのは1630年、ピエール・ド・フェルマーによってであるが、当時は特別な名前は与えられていなかった。後の1713年、修道僧にして数学者であるGuido Grandiによりこの曲線はVersoria（ラテン語で「ロープ」の意）と名付けられ、更にこの曲線はVersiera（ラテン語で「Versine関数のような」の意）とも記述された。Instituzioni analitiche ad uso della gioventu italianaにおいてアニェージはGuido Grandiの記述に従い、この曲線をVersieraとして紹介したが、イタリア語においてVersieraは「悪魔」「魔女」の意味を持つ単語でもあった。このため、後にこの文献をイタリア語から英語に翻訳したJohn Colson教授はこれを「（アニェージの）魔女」と訳したのである。
もっとも、この曲線を名付けたGuido Grandiもまたイタリア人であり、この意味の重複には明らかに気付いていたものと思われる。彼が自身でVersoriaの名を与えておきながら、あえてVersieraとも記述したのは、二つの語の類似性を見出した彼の遊び心によるものだとも言われる。更に厄介な事に、Instituzioni analitiche ad uso della gioventu italiana原文での記述は「la versiera」即ち女性形であった。これはアニェージ自身がVersieraをイタリア語と捉えていたのか、それとも当時既にイタリアの数学界においてこの意味の重複をユーモアとして受け取る風潮が出来ていたのか、そのどちらであったのかは定かでない。いずれにせよ、以上のような複数の偶然と、アニェージ自身の才女としてのイメージが重なり、この「アニェージの魔女」という訳は以後広く親しまれるものとなった。

## 後年
1750年、彼女は教皇ベネディクトゥス14世からボローニャ大学の数学および自然哲学の教授に任命された。
1752年に父が亡くなると、大学に籍を置く意味を見出せなくなり、その後の人生を信仰と慈善活動に捧げた。学問の世界から退き、子どもたちに信仰教理を教えて生計を立てながら、貧者の救護に身を捧げた。所有の貴重品は本人の意向で売却され、貧困や病気などで苦しむ女性の避難所設立の基金となった。一度も結婚することはなかった。81歳で亡くなったときには聴覚と視覚を失っていた。ひっそりと世を去り、貧困層向けの共同墓地に葬られた。